# イディッシュ語
イディッシュ語（イディッシュご、イディッシュ語: ייִדיש、ドイツ語: Jiddisch、英語: Yiddish、ヘブライ語: ייִדיש‎）は、中欧・東欧のユダヤ人の間で話されている言語。
高地ドイツ語の方言にスラヴ系言語（特にポーランド語）やヘブライ語などが混じり合って生まれた。母語話者の数は50万人から67万人と推定され、世界中で約150万人～200万人のアシュケナジムによって使用されている。イーディッシュ語と表記されることもある。またユダヤ語とも称される。

## 概要
イディッシュ語はドイツ語の一方言とされ、崩れた高地ドイツ語にヘブライ語やスラブ語の単語を交えた言語である。高地ドイツ語は標準ドイツ語の母体であるため、イディッシュの単語も八割以上が標準ドイツ語と共通しており、残りはヘブライ語やアラム語、ロマンス諸語、そしてスラブ諸語からの借用語である。初期にはヘブライ文字を伝統的に使用していたが、現在では標準ドイツ語に準じたラテン文字表記も存在している。
イディッシュのייִד（Yid）とはユダヤ人の意であり、それにיש（-ish; 「～語」「～的」）という語尾がついているため、イディッシュとはユダヤ語の意味である（ユダヤドイツ語とも呼ばれる）。したがってイディッシュ"語"という表現は重複表現（例：サハラ砂漠）といえる。
9世紀から12世紀の間にラインラント地方などで中高ドイツ語を基礎に興り、11世紀以降の大規模なアシュケナージ人口のポーランド・リトアニア地区への移動によりこの地域が文化の中心地となった。ドイツでも引き続きイディッシュは使用されたが、一般のゲルマン系ドイツ人たちからは「乱れたドイツ語」として蔑まれた。しかし、後には数多くの文学作品がイディッシュで書かれるようになった。
主にドイツや東欧諸国に住んでいたユダヤ系の人々が使用し、中東欧社会におけるイディッシュ文化を築き上げたが、第二次世界大戦中、その文化はナチス・ドイツのホロコーストによって激減し、イスラエルへの移住や中東欧社会そのものの共産化、アシュケナージ自体の言語変革・言語同化により基盤を失い、崩壊したとされる。しかし、アメリカ合衆国においてアシュケナージ系のドイツ系アメリカ人が300万人以上も使用している。イスラエルにおいてもアシュケナジームの高齢者のなかにはイディッシュ語の会話を行うことができる者もいる。
標準ドイツ語に近いため、移住するときに、ドイツ語を話せると主張したユダヤ人たちにドイツ語を話させてみると、ことごとく標準ドイツ語のつもりでイディッシュ語を話したというほどである。
また、イディッシュ語の新聞には、ロシア連邦ユダヤ自治州ビロビジャンで発行されている『ビロビジャンの星』 (ביראָבידזשאנער שטערן、露: Биробиджанер штерн、独: Birobidschaner Stern)がある。この新聞はすべてイディッシュ語ではなく、イディッシュ語とロシア語が半々で構成されている。

## イディッシュ語人口
| 地域                                                             | 人口       |
| ---------------------------------------------------------------- | ---------- |
| ヨーロッパロシアを含む中東北欧                                   | 676万7千人 |
| 西欧                                                             | 31万7千人  |
| パレスチナ                                                       | 28万5千人  |
| パレスチナ以外のアジア州                                         | 1万4千人   |
| 北米                                                             | 298万7千人 |
| 中南米                                                           | 25万5千人  |
| オーストラリア                                                   | 9千人      |
| アフリカ大陸 （南アフリカのアシュケナジム・リトアニア人など）    | 5万6千人   |
| 総計                                                             | 1069万人   |
| 出典: ウリエル・ヴァインライヒ（"College Yiddish", NYC, 1971年） |            |

## 主な研究者
- ヴァインライヒ親子

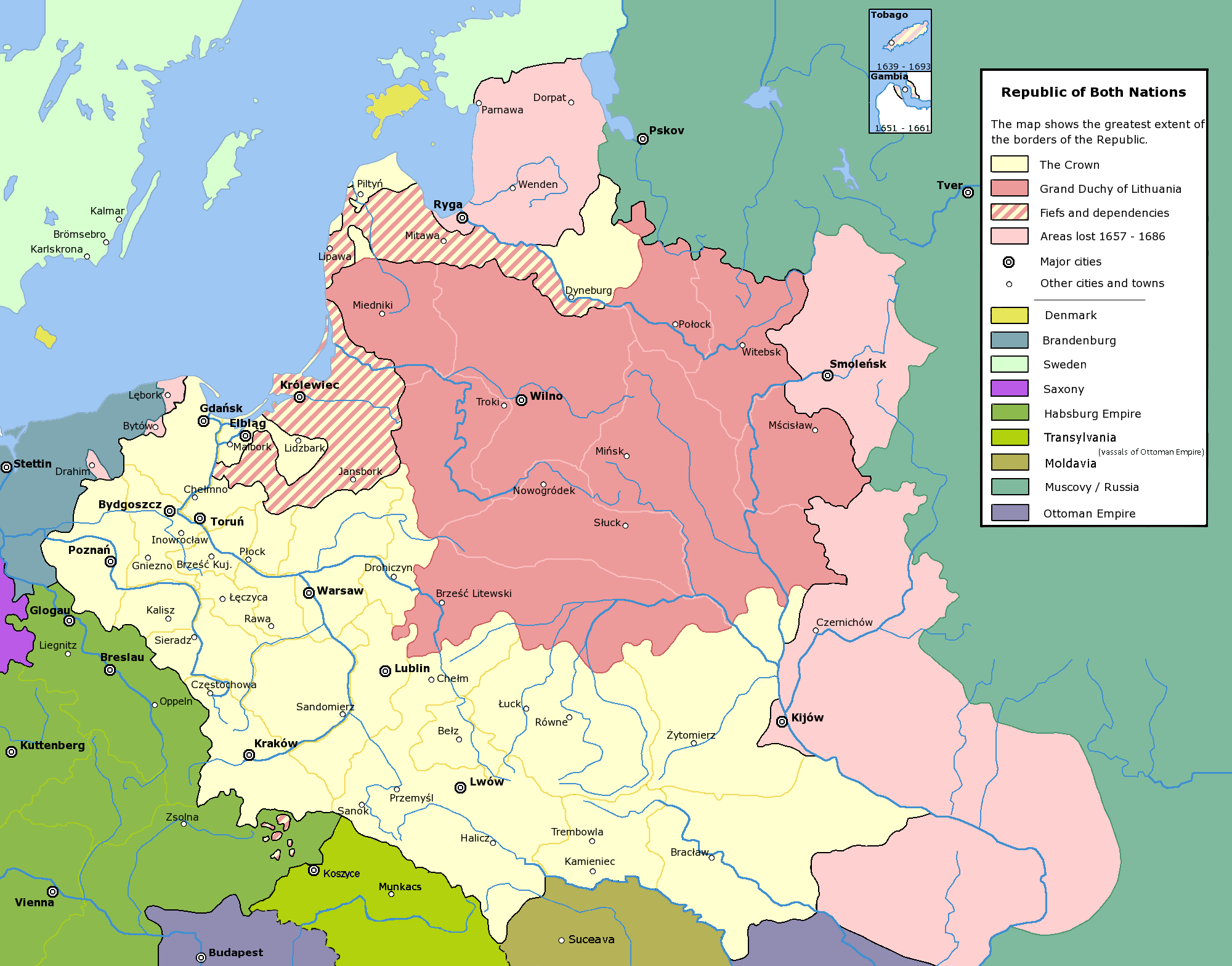
ポーランドの最大領域：東方ユダヤ人と東方イディッシュ語の拡大

  - マックス・ヴァインライヒ Max Weinreich
  - ウリエル・ヴァインライヒ Uriel Weinreich
  - ビアトリス・ワインライク（イディッシュ民話の研究）
- ジャン・ボームガルタン Jean Baumgarten（フランスの古イディッシュ語学者）
- 上田和夫
- ハンス・ペーター・アルトハウス（ドイツ）
- S・A・ビルンバウム（ナータン・ビルンバウムの息子）
- M・ヘルツォーク
- D・カッツ
- J・フィッシャー